# Edgar Cadena
Edgar David Cadena Martínez (Mexico-Stad, 20 augustus 2000) is een Mexicaans wielrenner.

## Carrière
In juni 2022 won Cadena een bergetappe, met aakomst op de Alto del Vino, in de Ronde van Colombia. In het eindklassement van de tiendaagse etappekoers eindigde hij op de vijftiende plek, op bijna veertien minuten van winnaar Fabio Duarte. Later dat jaar werd hij geselecteerd voor deelname aan de Ronde van de Toekomst. In 2023 behaalde hij enkele ereplaatsen in het Spaanse amateurcircuit en werd hij nationaal kampioen op de weg, waarna hij per 1 augustus stage mocht lopen bij Green Project-Bardiani CSF-Faizanè. Namens die ploeg nam hij deel aan onder meer de Ronde van Emilia en de Ronde van Turkije.
In 2024 maakte Cadena de overstap naar Petrolike. Zijn debuut voor de ploeg maakte hij in januari in de Ronde van Táchira, waar hij in de vierde etappe tweede werd. In september van dat jaar prolongeerde hij zijn nationale titel en nam hij deel aan de wegwedstrijd op het wereldkampioenschap. In 2025 won hij een etappe en het eindklassement in de Ronde van Opper-Oostenrijk

## Overwinningen
2020
 Mexicaans kampioen tijdrijden, Beloften
2022
7e etappe Ronde van Colombia
2023
 Mexicaans kampioen op de weg, Elite
2024
 Mexicaans kampioen op de weg, Elite
2025
3e etappe Ronde van Opper-Oostenrijk
Eind- en puntenklassement Ronde van Opper-Oostenrijk

## Resultaten in voornaamste wedstrijden
|      | \| Jaar \| \| WK op de weg \| \| ---- \| \| ------------ \| \| 2024 \| \| 74e \| |              |
| Jaar |                                                                                  | WK op de weg |
| 2024 |                                                                                  | 74e          |

## Ploegen
- 2023 –  Green Project-Bardiani CSF-Faizanè (stagiair vanaf 1 augustus)
- 2024 –  Petrolike
- 2025 –  Petrolike

Bonillo · Colnaghi · Conforti · Covili · El Gouzi · Fiorelli · Gabburo · Lucca · Magli · Marcellusi · Martinelli ·  Mulubrhan · Nieri · Paletti · Pellizzari · Petrucci (tot 9/2) · Pinarello · Rastelli · Santaromita · Scalco · Scott (tot 20/7) · Tarozzi · Tolio · Tonelli · Zanoncello · Zoccarato · Cadena (stagiair) · Cavallo (stagiair) · Rojas (stagiair)